# Pferdemarkt (Hildesheim)
Der Pferdemarkt ist ein Platz in Hildesheim, auf dem bis ca. 1900  der Handel mit Pferden stattfand.
Er bildet heute postalisch das südliche Ende der Scheelenstraße vor deren Einmündung in die Schuhstraße; über die Judenstraße ist er mit dem historischen Marktplatz verbunden.
Als perdemarkede wurde der Platz am 14. Juli 1358 erstmals urkundlich erwähnt. Aus Rechnungen der altstädtischen Kämmerei ist ersichtlich, dass er spätestens 1406 zumindest teilweise gepflastert war. Für das Jahr 1440 ist die Errichtung eines eigenen Brunnens, des Judenborns, für die seinerzeit in der Judenstraße ansässigen Juden bezeugt.
Im Januar 2006 wurde auf Initiative der Hildesheimer Altstadtgilde und mit finanzieller Unterstützung der Sparkasse Hildesheim, der Friedrich-Weinhagen- sowie der Kaiserhaus-Stiftung Heinz Geyer ein Bodenrelief in das Pflaster eingelassen, das an die Tradition des Pferdehandels an diesem Ort erinnern soll. Das von Siegfried Neuenhausen im Vorjahr gestaltete Blaue Pferd besteht aus einer Bronzeplatte mit Inschriften und Symbolen für den Pferdehandel, in die ein blaues Pferd aus Glasgranulat mit angehobenem Vorderhuf eingelassen ist.